# Судейкин, Любим Сергеевич
Любим Сергеевич Судейкин — стольник, дипломат конца XVII и начала ХVІII вв.
Службу начал подьячим, в 1676—1692 гг. был дьяком в Севске, в 1695 г. отмечен дьяком же в Воронеже, а с 1697 по 1699 г. был посланником в Венеции, наконец в течение двух лет, 1700—1701 гг. — русским резидентом в Польше. Это совпало со временем, когда русское правительство в своих сношениях с Варшавой обратило особенное внимание на положение православного населения в польских владениях. 8 марта 1700 г. Судейкин получил от Петра І грамоту, в которой указывалось, что хотя одною из статей русско-польского мирного договора православным в Польше обеспечивается свободное исповедание своей религии, тем не менее «бискупы и иезуиты, и доминиканы, и прежние униаты, и шляхта» в Литве «православных разоряют, в унию насильно приводят, монастыри и церкви отнимают», чему и примеры приводятся. «И ты бы (Судейкин), — заканчивается грамота, — королевскому величеству, сенаторам, канцлеру и иных чинов ближним людям говорил, чтобы королевское величество, по должности договоров вечного мира, приказал… православных христиан в унию не обращать и умерших хоронить по древнему обыкновению, и впредь на такое неистовство дерзать заказал жестокими указами».
На соответственные представления Судейкина сенаторы отвечали обычной речью, что у них насильно в католичество никого не обращают, принимают же только тех, кто добровольно переходит. Когда же Судейкин возразил, что не может быть слова о добровольном переходе, раз обращенные жалуются царю, сенаторы отговорились незнанием подобных случаев и обещали расследовать действия канцлера великого Литовского, князя Радзивилла, на которого в грамоте Петра к Судейкину делались определенные указания. В мае 1700 г. Судейкин лично принял ряд устных жалоб от православных на гонения и утеснения со стороны католического духовенства, в среде которого в этом смысле особенно отличался епископ Иосиф Шумлянский, сам перешедший в унию и других к тому принуждавший. На основании собранных сведений Судейкин составил «леряцыю» и отправил её Петру. 23 мая к Судейкину приехали номинат луцкой епископии архимандрит Дионисий Жебокрицкий, игумен Почаевского монастыря Иосиф Исаев и Бельского монастыря Сильвестр Тройцевич и объявили ему, что гонения на православных и понуждение их к унии стали невыносимы, и иного исхода, как заступничества русского царя, они не видят. Судейкин обнадёжил просителей заступничеством и тотчас выехал из Варшавы в Вильну, где в то время находился польский король. Там он услышал новые жалобы на притеснения поляков, которые, по словам жалобщиков (вполне подтвердившимся), упорствовавших в нежелании перейти в унию заковывали в цепи и сажали в тюрьмы. У литовского гетмана Сапеги Судейкин настоял на освобождении заключённых, затем добился свидания с королём и выхлопотал у него указ никого не неволить в унию, отосланный к Радзивиллу, Сапеге и Шумлянскому. Тем не менее, было ясно, что королевский указ явился вынужденным, а потому и неискренним, что сознавал и Судейкин. Донося обо всём Петру, в заключение он писал: «По-видимому, все похлебствуют; а истины отнюдь нет, и желают, конечно, чтоб у них в Польше и Литве наше благочестие иссякло».
Недоверие Судейкина оправдалось в самом скором времени: уже в феврале 1701 г. обнаружилось, что королевские листы не доставили спокойствия галицким православным; к Судейкину в Варшаву стали приходить львовские братчики «с великим плачем», что Шумлянский «гвалтом» отбирает у них церкви, а их самих понуждает к унии. Судейкин снова выхлопотал им у Августа лист, но коронный великий канцлер, бискуп Перемышльский, отказался скрепить его коронною печатью. Связанное с Польшей союзным договором и общей борьбой против Карла XII, русское правительство не находило возможным делать решительные представления польскому. В таких обстоятельствах, когда к Польше нужно было относиться как к союзнику и в то же время не поступаться своими интересами, нужен был опытный и искусный дипломат, каким Судейкин, по-видимому, не считался, поэтому в середине 1701 г. был отозван и заменён ближним стольником генерал-адъютантом князем Г. Ф. Долгоруковым.